# Giro dei Paesi Baschi 2018
Il Giro dei Paesi Baschi 2018, cinquantottesima edizione della corsa e valida come quattordicesima prova dell'UCI World Tour 2018 categoria 2.UWT, si svolse in sei tappe dal 2 al 7 aprile 2018 su un percorso di 819,9 km, con partenza da Zarautz e arrivo a Arrate, in Spagna. La vittoria fu appannaggio dello sloveno Primož Roglič, il quale completò il percorso in 20h53'47", alla media di 39,236 km/h, precedendo gli spagnoli Mikel Landa e Ion Izagirre.
Sul traguardo di Arrate 99 ciclisti, su 153 partiti da Zarautz, portarono a termine la competizione.

## Tappe
| Tappa  | Data     | Percorso                            | km    | Vincitore di tappa | Leader cl. generale |
| ------ | -------- | ----------------------------------- | ----- | ------------------ | ------------------- |
| 1ª     | 2 aprile | Zarautz > Zarautz                   | 162,1 | Julian Alaphilippe | Julian Alaphilippe  |
| 2ª     | 3 aprile | Zarautz > Bermeo                    | 166,7 | Julian Alaphilippe | Julian Alaphilippe  |
| 3ª     | 4 aprile | Bermeo > Valdegovía                 | 184,8 | Jay McCarthy       | Julian Alaphilippe  |
| 4ª     | 5 aprile | Lodosa > Lodosa (cron. individuale) | 19,4  | Primož Roglič      | Primož Roglič       |
| 5ª     | 6 aprile | Vitoria-Gasteiz > Eibar             | 164,7 | Omar Fraile        | Primož Roglič       |
| 6ª     | 7 aprile | Eibar > Arrate                      | 122,2 | Enric Mas          | Primož Roglič       |
| Totale | Totale   | Totale                              | 819,9 |                    |                     |

## Squadre e corridori partecipanti
| N.      | Cod. | Squadra                       |
| ------- | ---- | ----------------------------- |
| 1-7     | MOV  | Movistar Team                 |
| 11-17   | ALM  | AG2R La Mondiale              |
| 21-27   | AST  | Astana Pro Team               |
| 31-37   | TBM  | Bahrain-Merida                |
| 41-47   | BMC  | BMC Racing Team               |
| 51-57   | BOH  | Bora-Hansgrohe                |
| 61-67   | BBH  | Burgos-BH                     |
| 71-77   | CJR  | Caja Rural-Seguros RGA        |
| 81-87   | COF  | Cofidis, Solutions Crédits    |
| 91-97   | EUS  | Euskadi Basque Country-Murias |
| 101-107 | GFC  | Groupama-FDJ                  |

| N.      | Cod. | Squadra                        |
| ------- | ---- | ------------------------------ |
| 111-117 | LTS  | Lotto Soudal                   |
| 121-127 | MTS  | Mitchelton-Scott               |
| 131-137 | QST  | Quick-Step Floors              |
| 141-147 | DDD  | Team Dimension Data            |
| 151-157 | EFD  | Team EF Education First-Drapac |
| 161-167 | TKA  | Team Katusha Alpecin           |
| 171-177 | TLJ  | Team Lotto NL-Jumbo            |
| 181-187 | SKY  | Team Sky                       |
| 191-197 | SUN  | Team Sunweb                    |
| 201-207 | TFS  | Trek-Segafredo                 |
| 211-217 | UAD  | UAE Team Emirates              |

## Dettagli delle tappe

### 1ª tappa
- 2 aprile: Zarautz > Zarautz – 162,1 km

Risultati
| Pos. | Corridore          | Squadra    | Tempo    |
| ---- | ------------------ | ---------- | -------- |
| 1    | Julian Alaphilippe | Quick-Step | 4h17'46" |
| 2    | Primož Roglič      | Lotto NL   | s.t.     |
| 3    | Pello Bilbao       | Astana     | a 23"    |

| Pos. | Corridore          | Squadra    | Tempo    |
| ---- | ------------------ | ---------- | -------- |
| 1    | Julian Alaphilippe | Quick-Step | 4h17'36" |
| 2    | Primož Roglič      | Lotto NL   | a 4"     |
| 3    | Pello Bilbao       | Astana     | a 29"    |

### 2ª tappa
- 3 aprile: Zarautz > Bermeo – 166,7 km

Risultati
| Pos. | Corridore          | Squadra      | Tempo    |
| ---- | ------------------ | ------------ | -------- |
| 1    | Julian Alaphilippe | Quick-Step   | 4h11'47" |
| 2    | Primož Roglič      | Lotto NL     | s.t.     |
| 3    | Gorka Izagirre     | Bahrain-Mer. | s.t.     |

| Pos. | Corridore          | Squadra      | Tempo    |
| ---- | ------------------ | ------------ | -------- |
| 1    | Julian Alaphilippe | Quick-Step   | 8h29'13" |
| 2    | Primož Roglič      | Lotto NL     | a 8"     |
| 3    | Gorka Izagirre     | Bahrain-Mer. | a 39"    |

### 3ª tappa
- 4 aprile: Bermeo > Valdegovía – 184,8 km

Risultati
| Pos. | Corridore             | Squadra | Tempo    |
| ---- | --------------------- | ------- | -------- |
| 1    | Jay McCarthy          | Bora    | 4h49'39" |
| 2    | Aleksandr Riabushenko | UAE     | s.t.     |
| 3    | Michał Kwiatkowski    | Sky     | s.t.     |

| Pos. | Corridore          | Squadra      | Tempo     |
| ---- | ------------------ | ------------ | --------- |
| 1    | Julian Alaphilippe | Quick-Step   | 13h18'52" |
| 2    | Primož Roglič      | Lotto NL     | a 8"      |
| 3    | Gorka Izagirre     | Bahrain-Mer. | a 39"     |

### 4ª tappa
- 5 aprile: Lodosa > Lodosa – Cronometro individuale – 19,4 km

Risultati
| Pos. | Corridore       | Squadra  | Tempo  |
| ---- | --------------- | -------- | ------ |
| 1    | Primož Roglič   | Lotto NL | 22'26" |
| 2    | Patrick Bevin   | BMC      | a 9"   |
| 3    | Vasil' Kiryenka | Sky      | a 11"  |

| Pos. | Corridore          | Squadra    | Tempo     |
| ---- | ------------------ | ---------- | --------- |
| 1    | Primož Roglič      | Lotto NL   | 13h41'26" |
| 2    | Julian Alaphilippe | Quick-Step | a 34"     |
| 3    | Bauke Mollema      | Trek       | a 1'33"   |

### 5ª tappa
- 6 aprile: Vitoria-Gasteiz > Eibar – 164,7 km

Risultati
| Pos. | Corridore     | Squadra      | Tempo    |
| ---- | ------------- | ------------ | -------- |
| 1    | Omar Fraile   | Astana       | 3h53'59" |
| 2    | Primož Roglič | Lotto NL     | s.t.     |
| 3    | Jon Izagirre  | Bahrain-Mer. | s.t.     |

| Pos. | Corridore     | Squadra      | Tempo     |
| ---- | ------------- | ------------ | --------- |
| 1    | Primož Roglič | Lotto NL     | 17h35'19" |
| 2    | Mikel Landa   | Movistar     | a 1'57"   |
| 3    | Jon Izagirre  | Bahrain-Mer. | a 2'13"   |

### 6ª tappa
- 7 aprile: Eibar > Arrate – 122,2 km

Risultati
| Pos. | Corridore    | Squadra      | Tempo    |
| ---- | ------------ | ------------ | -------- |
| 1    | Enric Mas    | Quick-Step   | 3h17'22" |
| 2    | Mikel Landa  | Movistar     | a 18"    |
| 3    | Jon Izagirre | Bahrain-Mer. | a 35"    |

| Pos. | Corridore     | Squadra      | Tempo     |
| ---- | ------------- | ------------ | --------- |
| 1    | Primož Roglič | Lotto NL     | 20h53'47" |
| 2    | Mikel Landa   | Movistar     | a 1'09"   |
| 3    | Jon Izagirre  | Bahrain-Mer. | a 1'42"   |

## Evoluzione delle classifiche
| Tappa              | Vincitore          | Classifica generale Maglia gialla | Classifica a punti Maglia verde | Classifica scalatori Maglia a pois | Classifica giovani Maglia blu | Classifica a squadre Numero giallo |
| ------------------ | ------------------ | --------------------------------- | ------------------------------- | ---------------------------------- | ----------------------------- | ---------------------------------- |
| 1ª                 | Julian Alaphilippe | Julian Alaphilippe                | Julian Alaphilippe              | Jonathan Lastra                    | Enric Mas                     | Quick-Step Floors                  |
| 2ª                 | Julian Alaphilippe | Julian Alaphilippe                | Julian Alaphilippe              | Mark Padun                         | Enric Mas                     | Quick-Step Floors                  |
| 3ª                 | Jay McCarthy       | Julian Alaphilippe                | Julian Alaphilippe              | Thomas De Gendt                    | Enric Mas                     | Quick-Step Floors                  |
| 4ª                 | Primož Roglič      | Primož Roglič                     | Julian Alaphilippe              | Thomas De Gendt                    | Enric Mas                     | Quick-Step Floors                  |
| 5ª                 | Omar Fraile        | Primož Roglič                     | Primož Roglič                   | Mark Padun                         | Jack Haig                     | Bahrain-Merida                     |
| 6ª                 | Enric Mas          | Primož Roglič                     | Primož Roglič                   | Carlos Verona                      | Enric Mas                     | Movistar Team                      |
| Classifiche finali | Classifiche finali | Primož Roglič                     | Primož Roglič                   | Carlos Verona                      | Enric Mas                     | Movistar Team                      |

Maglie indossate da altri ciclisti in caso di due o più maglie vinte
- Dalla 2ª alla 4ª tappa Primož Roglič ha indossato la maglia verde al posto di Julian Alaphilippe.
- Nella 6ª tappa Julian Alaphilippe ha indossato la maglia verde al posto di Primož Roglič.

## Classifiche finali

### Classifica generale - Maglia gialla
| Pos. | Corridore        | Squadra    | Tempo     |
| ---- | ---------------- | ---------- | --------- |
| 1    | Primož Roglič    | Lotto NL   | 20h53'47" |
| 2    | Mikel Landa      | Movistar   | a 1'09"   |
| 3    | Ion Izagirre     | Bahrain    | a 1'42"   |
| 4    | Emanuel Buchmann | Bora       | a 3'14"   |
| 5    | Nairo Quintana   | Movistar   | a 3'17"   |
| 6    | Enric Mas        | Quick-Step | a 3'29"   |
| 7    | Bauke Mollema    | Trek       | a 3'50"   |
| 8    | Pello Bilbao     | Astana     | a 4'14"   |
| 9    | David de la Cruz | Sky        | a 4'15"   |
| 10   | Patrick Konrad   | Bora       | a 5'30"   |

### Classifica a punti - Maglia verde
| Pos. | Corridore          | Squadra    | Punti |
| ---- | ------------------ | ---------- | ----- |
| 1    | Primož Roglič      | Lotto NL   | 92    |
| 2    | Julian Alaphilippe | Quick-Step | 68    |
| 3    | Enric Mas          | Quick-Step | 48    |
| 4    | Mikel Landa        | Movistar   | 46    |
| 5    | Pello Bilbao       | Astana     | 43    |

### Classifica scalatori - Maglia a pois
| Pos. | Corridore       | Squadra    | Punti |
| ---- | --------------- | ---------- | ----- |
| 1    | Carlos Verona   | Mitchelton | 55    |
| 2    | Mark Padun      | Bahrain    | 34    |
| 3    | Thomas De Gendt | Lotto      | 32    |
| 4    | Enric Mas       | Quick-Step | 19    |
| 5    | Mikel Landa     | Movistar   | 18    |

### Classifica giovani - Maglia blu
| Pos. | Corridore        | Squadra    | Punti     |
| ---- | ---------------- | ---------- | --------- |
| 1    | Enric Mas        | Quick-step | 20h57'16" |
| 2    | Jack Haig        | Mitchelton | a 6'52"   |
| 3    | Bjorg Lambrecht  | Lotto      | a 9'26"   |
| 4    | Alex Aranburu    | Caja Rural | a 11'14"  |
| 5    | Valentin Madouas | Groupama   | a 15'16"  |

### Classifica a squadre
| Pos. | Squadra           | Tempo     |
| ---- | ----------------- | --------- |
| 1    | Movistar Team     | 62h57'52" |
| 2    | Bahrain-Merida    | a 4'01"   |
| 3    | Bora-Hansgrohe    | a 10'37"  |
| 4    | Astana Pro Team   | a 11'23"  |
| 5    | Quick-Step Floors | a 11'25"  |